# スーパーモデル

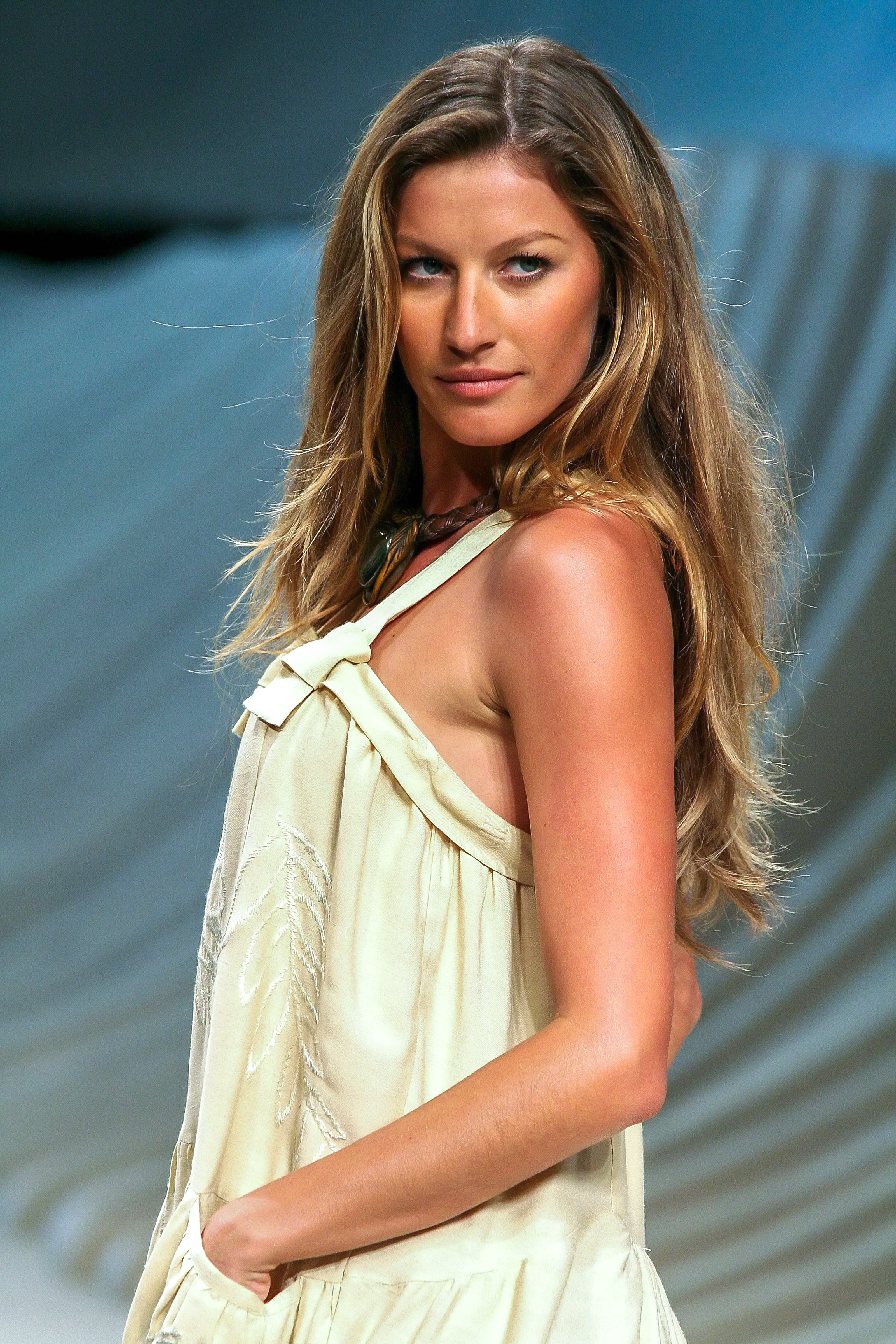
「最もリッチなモデル」としてギネスブックに登録されているジゼル・ブンチェン（2006年、ファッションショーにて）

スーパーモデル（Supermodel）とは、ファッションモデルの中でも特に有名で、世界的な知名度と破格のギャランティーを誇るモデルを指す言葉。「スーパーモデル」という言葉は1990年代に広く知られるようになり、数百万ドルの報酬と引き換えに有名高級ブランドのオートクチュールや、商業広告に登場することが多い。またスーパーモデルは世界中の雑誌の表紙を飾る機会が多いが、これについてスーパーモデルと広く認知されているモデルの一人であるクラウディア・シファーは「スーパーモデルになるためには、誰もがその子の存在を知りえるように、世界中の雑誌の表紙を常に飾り続けなければならない」と述べている。

## 歴史

### 用語と初期のスーパーモデルの起源
マイケル・グロスの著書『トップモデル―きれいな女の汚い商売』によると、スーパーモデルという言葉が最初に使われたのは1943年にクライド・マシュー・デスナーが書いたモデルになるための「ハウトゥー本」だという 。しかし、作家のジュディス・キャスはクライド・マシュー・デスナーが本を出版する以前の1942年10月に、『シカゴ・トリビューン』に「'Super' Models Are Signed for Fashion Show」という見出しの記事を書いている。
1960年代と1970年代になると「スーパーモデル」という言葉がメディアにたびたび登場するようになる。1967年5月に『ソールズベリー・デイリー・タイムズ』はスーパーモデルとしてのツイッギーに言及した。1968年2月には『グラムール誌』が全19人の「スーパーモデル」をリストアップしたほか、『シカゴ・デイリー・ディフェンダー』は1970年1月に「New York Designer Turns Super Model」という記事を書いている。『ワシントン・ポスト』と『マンスフィールド・ニュース・ジャーナル』は1971年に語を使用した。そして、1974年に『シカゴ・トリビューン』と『アドボケート』も語を利用し記事を掲載している。アメリカ版『ヴォーグ』は1975年9月の記事でマーゴ・ヘミングウェイに言及するために、カバーページでこの語を使用した。雑誌『ジェット』も1977年12月にベヴァリー・ジョンソンを「スーパーモデル」と評している。
1979年にはモデルのジャニス・ディキンソンは“スーパーマン”と“モデル”の合成語として「スーパーモデル」という言葉を作ったと主張した。ディキソンが『エンターテイメント・トゥナイト』のインタビューで語ったところによると、エリート・モデル・マネジメントの彼女のエージェントであるモニーク・ピラールが彼女に「ジャニス、あなたはあなた自身を一体誰だと思う？、スーパーマン？」と尋ねたところ、ディキソンは「いいえ、私はスーパーモデルよ。」と答えたという。
現在では一般的に、リサ・フォンサグリーヴスが初のスーパーモデルとして広く認識されている。彼女は1930年代から1950年代まで『タウン&カントリー』『ライフ』『ヴォーグ』『ヴァニティ・フェア』と『タイム』を含む主要なファッション雑誌に登場し、『ヴォーグ』誌における彼女のイメージと知名度は、同誌の将来とスーパーモデルを形作る際にとても重要なものになったと言える。

### 1960年代 - 1970年代
1968年の『グラムール誌』の記事ではツイッギー、シェリル・ティーグス、ウィルヘルミーナ・クーパー、ヴェルーシュカ・ヴォン・レンドルフ、ジーン・シュリンプトンと他15人のトップモデルを「スーパーモデル」として挙げ、アンディ・ウォーホルによってもこの言葉が広められたと言われる。ウィルヘルミーナ・クーパーはアメリカのヴォーグ誌の表紙を27 - 28回飾ったモデルとしての記録を持っている。
1970年代に入ると、世間がモデルをより認識できるようになったので、モデルは若干有名になった。『スポーツ・イラストレーテッド』編集長ジュリー・キャンベルは、「より大きくて、より健康な」カリフォルニアモデルを撮影して、写真に彼らの名前を印刷することによって、それまでの『スポーツ・イラストレーテッド・スイムスーツ・イシュー』のモデルの傾向を一新した。このように、メディアの発達とともにスーパーモデルはその地位の基礎を確立していった。
1975年にマーゴ・ヘミングウェイがファベルジェと100万ドルの契約をものにした。そして、同じ年に『タイム』の表紙を飾り、「新しい美人」のうちの1人と分類された。そして、ファッションモデルに更なる知名度を与えた。
ローレン・ハットンは、化粧品会社と巨額の契約をした最初のモデルとなって、『ヴォーグ』の表紙を25回飾った。ダニエル・ルーナは『ヴォーグ』に登場した初めてのアフリカ系アメリカ人モデルである。またアメリカ版の『ヴォーグ』に限ると、初めて表紙を飾ったアフリカ系アメリカ人モデルは1974年のベヴァリー・ジョンソンであった。またイマン・アブドゥルマジドも「最初」ではないが、有色人種のモデルの先駆けであることに間違いはない。

### 1980年代

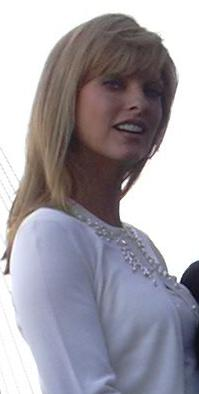
リンダ・エヴァンジェリスタ（2004年）

1980年代初期にイネス・ド・ラ・フレサンジュがオートクチュール・ブランド（シャネル）との独占契約をした最初のモデルになった。1980年代初期、ファッションブランドはテレビ番組や街頭看板などでのコマーシャルを開始し、ジア・キャランジ、シェリル・ティーグス、キャロル・アルト、クリスティ・ブリンクリー、キム・アレクシス、ポーリーナ・ポリスコワ、エル・マクファーソンといった第一線で活躍するモデルたちはペプシ・コーラやフォード・トラックスのような企業で、単に容姿のみならず、そのネームバリューで広告契約を勝ち取るようになる。また、モデルの知名度が上がるにつれてだんだんと憧れの的となるようになり、映画スターや人気歌手のように、スーパーモデルは富と名誉、そして美貌を象徴する言葉となっていった。

### 1990年代
1990年代になると、スーパーモデルたちはメディアを席巻するようになり、スーパーモデル黄金期ともいわれる。「スーパーモデル」は「スーパースター」と同じ地位を与えられ、トークショーに出演したり、ゴシップ誌に記事が載ったり、流行のクラブでパーティをしたり、映画に出演をしたり、映画スターとの結婚したりもした。その名声はよりスーパーモデルの地位を向上させていき、破格の報酬をモデルたちに約束させた。
そんな中、リンダ・エヴァンジェリスタは1990年に雑誌『ヴォーグ』で「1万ドル以下の仕事なら、ベッドから起きないわ！」との主旨の発言した。このとき彼女が実際にそう思っていたのか、それともセレブリティとしてのリップサービスだったのかは定かではないが、この発言はモデル史で最も悪名高い発言となり、リンダは一時的に第一線から退かざるを得なくなった。1991年にクリスティー・ターリントンは、一年間で12日だけ仕事をすることを条件に80万ドルを支払うという契約をメイベリンと結んでいる。またその4年後にはクラウディア・シファーが一年間で1200万ドルを稼いだとも言われている。シャネルのデザイナーを務めるカール・ラガーフェルドはスーパーモデルを映画スターより魅力的であるとの発言もしている。
この間に多くのモデルがスーパーモデルと呼ばれたが、いわゆる“ビッグ・シックス”（クラウディア・シファー、シンディ・クロフォード、ケイト・モス、リンダ・エヴァンジェリスタ、ナオミ・キャンベル、クリスティー・ターリントン）だけは、世界的にスーパーモデルとして認知されている。とくにケイト・モスを除いた5人は雑誌の表紙を幾度も飾り、世界中のブランドのファッションショーに登場し、様々なテレビコマーシャルに登場するなど世間の注目と人気を集め、スーパーモデル時代の絶頂を築いた存在といえる。
しかし1990年代後期入ると、女優やポップ歌手などの有名人が徐々にファッション雑誌の表紙や広告キャンペーンに起用されるようになる。これによって、モデルたちが雑誌やテレビなどに登場する機会も減り、スーパーモデルブームは陰りを見せ始めた。
このスーパーモデルブームの終焉には高い報酬と傲慢な態度にファッション業界が嫌気がさしたからだとも言われているが、『ヴォーグ』の編集者チャールズ・ガンディはそれを否定している。ガンディは、モデル自体が洋服を遥かに凌駕する魅力を持ち合わせたためにモデルとしての職業が成立しなくなったこと、また当時はアメリカ出身のモデルが多く、すんなりとアメリカの芸能界に溶け込めていけたのに対して、非英語圏出身者のモデルが多くなったためにモデル業以外に進出するのが難しくなってきたことを理由としてあげている。

### 2000年代
2000年代初期にはジゼル・ブンチェン、アドリアナ・リマ、アレッサンドラ・アンブロジオなどブラジル出身のモデルがヴィクトリア・シークレットの広告に起用されたことにより一躍有名になったが、ナオミ・キャンベルやシンディ・クロフォードのようなスターダムを獲得するには至っていない。また2000年代後半には東ヨーロッパ人のモデルがランウェイを多く占めるようになり、ハイジ・クラム、タイラ・バンクスのように他業界でも活躍を見せるモデルがいる一方で、大半のモデルはモデル業以外には進出できずスーパーモデルは衰退の一途をたどっている。

### 現在
現在、高級ブランドはモデルよりも歌手や女優を多く起用しているが、アメリカのランジェリー会社ヴィクトリア・シークレットは若いモデルを積極的に起用している。ヴィクトリア・シークレットは年末にアメリカの地上波でファッションショーが放送されるために一般人への露出度も高く、その中でも「エンジェル」と呼ばれるモデル契約をすると大々的に宣伝に用いられる。過去にはハイジ・クルム、タイラ・バンクス、ジゼル・ブンチェン、アドリアナ・リマ、アレッサンドラ・アンブロジオに加えて、カロリナ・クルコヴァ、ミランダ・カー、マリサ・ミラー、ドウツェン・クロースなどもエンジェルであった。
また一部では、ジゼル・ブンチェンが、近いうちにクラウディア・シファーのようなスーパーモデルとしての地位を獲得することができるただ1人のモデルであると主張しているが、アメリカ版『ヴォーグ』では、2007年5月に10人のモデル（ドウツェン・クロース、ヒラリー・ローダ、ラケル・ジマーマン、ジェシカ・スタムを含む）を新しいスーパーモデルだと定義した。またクリスティ・ブリンクリー、クリスティ・ターリントン、リンダ・エヴァンジェリスタといった「昔のスーパーモデル」たちは、有名人や若いモデルたちへの挑戦の意味も込めて、モデル業界に復帰している。
スーパーモデルの人種比率は、白人が圧倒的多数を占め
黒人やモンゴロイドの比率は低い。

## 男性のスーパーモデル
男性のモデルは、女性モデルに比べると非常に市場規模は小さい。そのため、一般的には女性モデルよりも報酬は低い場合が多い。男性のスーパーモデルと言われる人には、マーカス・シェンケンバーグ、タイソン・ベックフォード、アントニオ・サバト・ジュニア、マイケル・バージンがいる。

## 批評
この地位を求めている女性が不健康で痩せていることに対する不満から人種主義から告訴まで、産業としてスーパーモデルの批評はファッションプレスの内外で頻繁に行われている。2007年、『ニューヨーク・タイムズ』のファッションライターによると、「アンドロイド」観察は人気がある。そして、ファッションを引き立てるために、いくらかのファッション産業慣例によって、中身のない風袋と細い体が役に立つ。これは、必ずしも本当ではなかった。1970年代には、黒くて、より重くて、「少数民族」のモデルがランウェイで目立った。
一般メディアは、しばしばこの言葉をスーパーモデルに達しないモデルにも使った。この点をナオミ・キャンベルも指摘しており、「言葉が少しばかり、ゆるく使われたと思う。ケイト・モスは明らかにスーパーモデルである。しかし、ジゼル・ブンチェン以降はスーパーモデルは現れていないと思う」と述べている。有名なフランスの作家で元モデルのジェラルディーン・マイエは著書『Presque Top Model』の中で、スーパーモデルの高まりと低下をユーモアとシニシズムで関連づけた。